# Montaña de la Tercia del Camino
La montaña de la Tercia del Camino es un sistema montañoso de la provincia de León, en la zona central de la cordillera Cantábrica, que conforma, junto con la de la Mediana de Argüello y la de Valdelugueros lo que se conoce como Montaña de los Argüellos.

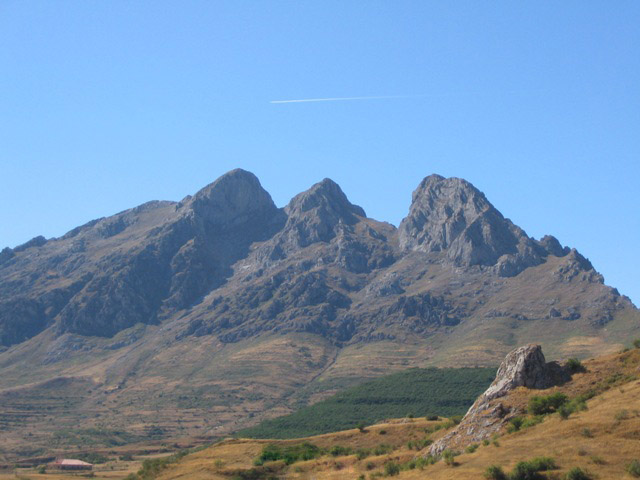
Las Tres Marías.

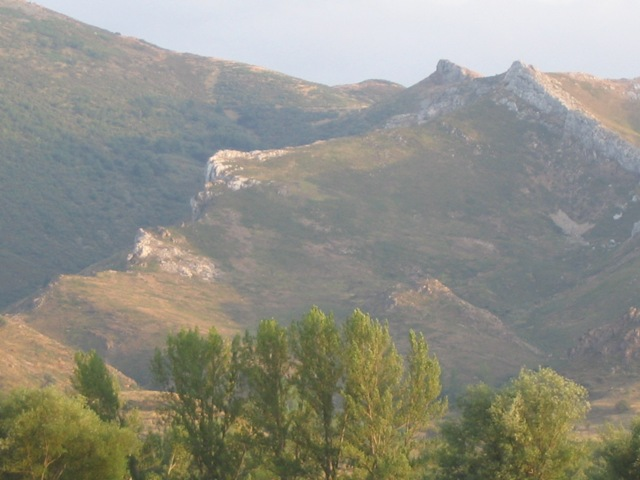
Las Coladillas.

## Situación geográfica
Se extiende a lo largo de las comarcas de la Tercia del Camino y del Señorío de Arbas, que son la puerta del Principado de Asturias, en concreto por el puerto de Pajares.
Sus picos dominan los valles de Villamanín, Rodiezmo, Fontún, Millaró, Tonín y Pendilla, todos ellos de la Tercia, y los de Casares, Cubillas, Arbas, Busdongo y Camplongo que pertenecen al Señorío de Arbas.

## Cimas

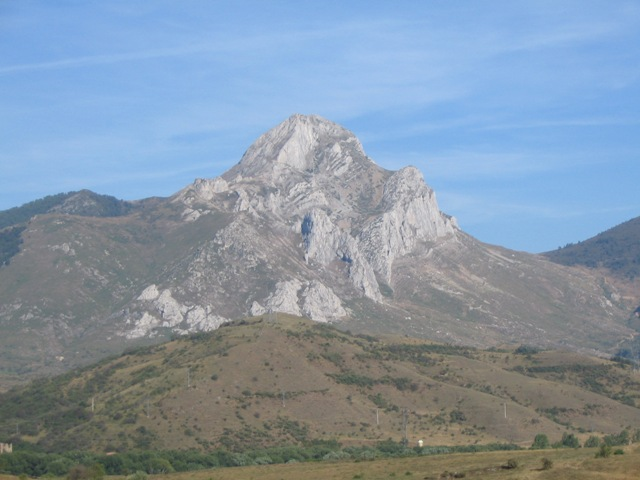
Pico Fontún.

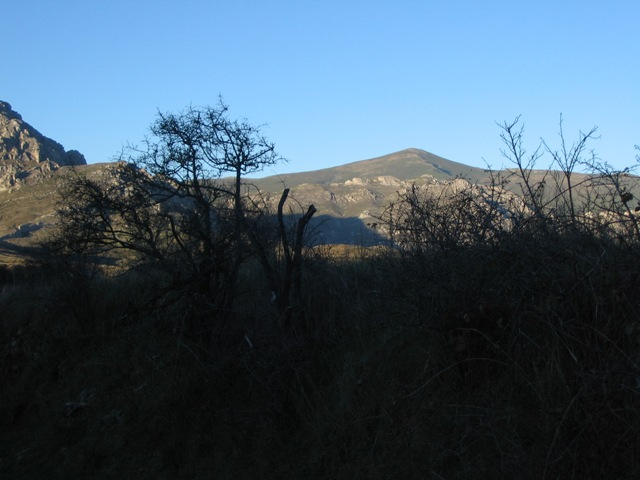
Brañacaballo.

La mayoría de sus cumbres rondan los 2000 m., destacando sobre todas ellas el Pico Fontún, que aunque con sus 1948 m. no es la cumbre más alta, si es la más conocida, principalmente por las ascensiones y escaladas que se llevan a cabo durante todo el año y por su cumbre de forma piramidal.
El pico Currillos (1942 m.) es la otra altitud más importante del valle de Villamanín, junto con Peñalaza, sierra que se encuentra en las inmediaciones de Rodiezmo.
En la parte oriental y en el norte se elevan hacia el cielo un conjunto de cimas entre las que destacan Robequeras (2110 m.), Bolero (2045 m.), Aguazones (2048 m.), Peña Celleros (2124 m.), La Carba (2165 m.) y sobre todas ellas Brañacaballo o Pico Millaró que con sus 2189 m. es el techo de todo el sistema montañoso de los Argüellos.
El recorrido de este último conjunto de cimas es conocido por los alpinistas y amantes de la montaña como Travesía de los dos miles.
En la zona occidental del sistema, en las inmediaciones de los pueblos de Casares y Cubillas, se levantan los picos María de los Corros (1971 m.), María del Medio (1930 m.) y el Palero (1893 m.), tradicionalmente conocidos como las Tres Marías.
En la misma zona destacan también las Peñas del Prado y la Peña de la Barragana.

## Acuíferos

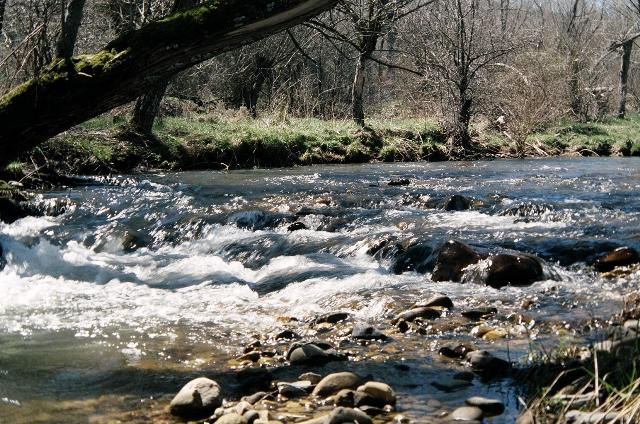
Río Rodiezmo.

En las inmediaciones del puerto de Pajares nace el río Bernesga, del que son tributarios tanto el río Fontún, que nace en las cercanías del pico Currillos, como el río Rodiezmo que lo hace en el valle de Gistreo, cerca del pueblo de Viadangos de Arbas.

## Actividades
- Escalada: Es habitual contemplar alpinistas tanto en el pico Fontún como en las Tres Marías, al ser incluidos dichos picos dentro de los más destacados de la provincia de León.

En concreto el Fontún tiene varias vías de escalada abiertas por montañeros de renombre.
http://roble.pntic.mec.es/~ctorio/villaman.htm
- Senderismo: Hay muchas rutas para los amantes de la naturaleza.

https://web.archive.org/web/20070105174103/http://perso.wanadoo.es/joseaurelio/fontun.html
http://roble.pntic.mec.es/~ctorio/gpsVillamaninValporquero.htm
http://www.ayuntamientovillamanin.com/turocio_rut.html Archivado el 13 de abril de 2006 en Wayback Machine.
- Parapente: Destaca sobre todo esta actividad en los montes cercanos a Rodiezmo.

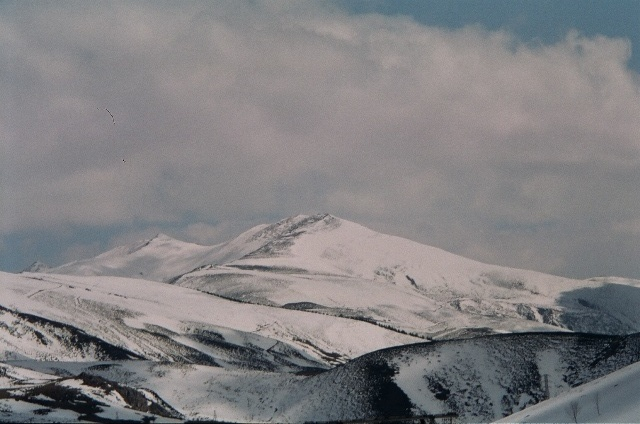
Montañas de Pajares.

https://web.archive.org/web/20070929130701/http://squashleon.com/fotospara/rodiezmo2004
- Esquí: En la cercana estación de Valgrande-Pajares.

## Lugares para visitar
En el cercano pueblo de Arbas del Puerto es obligatoria una visita a la Colegiata de Santa María de Arbas.
http://www.arteguias.com/romanico_arbas.htm
- Datos: Q6022258